# О мультиокулярне

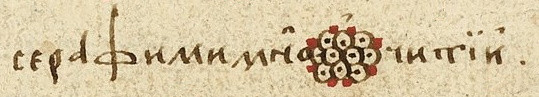
Оригінал напису, задокументований Юхимом Карським.

Мультиокуля́рне О, многоо́чне О (ꙮ) — рідкісний кириличний гліф на основі літери О, що складається з семи т. зв. очних О, поєднаних у формі орнаменту. Таке написання трапляється в кількох рукописах у фразі серафими мн҄оꙮчитїй (многоокі серафими). Задокументоване Юхимом Карським у копії Псалмів 1429 року, що тепер зберігається у Троїце-Сергієвій лаврі. У Юнікоді має номер U+A66E.